# Kalaštovský bor
Kalaštovský bor este o arie protejată (arie specială de conservare — SAC, sit de importanță comunitară — SCI) din Slovacia întinsă pe o suprafață de 357,06 ha, integral pe uscat.

## Localizare
Centrul sitului Kalaštovský bor este situat la coordonatele 48°38′24″N 17°14′44″E / 48.639864°N 17.245483°E.

## Înființare
Situl Kalaštovský bor a fost declarat sit de importanță comunitară în septembrie 2015 pentru a proteja 4 specii de animale. Situl a fost protejat și ca arie specială de conservare în octombrie 2017.

## Biodiversitate
Situată în ecoregiunea panonică, aria protejată conține 1 habitat natural: Păduri central-europene de pin scoțian cu licheni.
La baza desemnării sitului se află mai multe specii protejate:
- nevertebrate (3): croitorul mare al stejarului (Cerambyx cerdo), Cucujus cinnaberinus, rădașcă (Lucanus cervus)
- reptile (1): gușterul (Lacerta viridis)